# Ерекция при жените
Ерекцията при жените или още ерекция на клитора се наблюдава при полова възбуда на жените. Двете пещеристи тела на клитора се изпълват с венозна кръв, клиторът бързо набъбва и се уголемява, а дразненето му засилва възбудата. Много преди ерекцията на клитора обаче, поради настъпилата вазоконгестия (в превод на български „съдоразширение“) в тазовата област се наблюдава и значително овлажняване на влагалището от бистра и слизеста течност – влагалищна смазка. Счита се, че овлажняването на влагалището е първият белег на половата реакция на жената и истинският еквивалент на мъжката възбуда. Смазването настъпва бързо – само 10 – 30 секунди след започването на еротичната стимулация, независимо от начина и мястото, където тя се упражнява. Смазката може да се получи и психогенно, под влияние на еротични мисли.
Самата смазка на влагалищната стена се появява подобно на изпотяване на кожата, тъй като влагалището няма секреторни жлези. По всичко изглежда, че се отнася за пряко просмукване от влагалищните кръвоносни съдове в резултат на настъпилото съдоразширение. Смазката подготвя влагалището да приеме половия член на мъжа.
При половата възбуда се променя и влагалището: вътрешните му две трети се разширяват, а цервиксът и матката така се издърпват нагоре, че се образува разширение, приличащо на палатка. Едновременно с това набъбват големите и малките полови устни. Съдоразширение настъпва и в гърдите, от което те се увеличават по обем, а кожните венозни съдове се очертават. Наблюдава се ерекция на мамилите на гърдите, поради контракция на тяхната мускулатура. Гръдните зърна набъбват, а ареолите се уголемяват.